# Takasago Engineering Mexico, S.A. DE C.V.
Takasago Engineering Mexico, S.A. DE C.V.（たかさご えんじにありんぐ めきしこ えせ あ で せべ）は、メキシコ・Juriquilla Queretaro Mexicoに本社を置く日系の空調メインのサブコンストラクターである。
親会社は、高砂熱学工業株式会社（たかさごねつがくこうぎょう、Takasago Thermal Engineering Co., Ltd.）資本金は131億円

## 特徴
空調設備の技術を主軸とした建築設備の設計・施工/施工管理・保守、その他環境制御システム等(クリールーム設備・電気設備・ユーティリテー設備・ドライルーム・太陽光発電システム）の設計・施工管理を行う会社。技術力においても、空気調和・衛生工学会における論文賞や技術賞、技術振興賞の合計受賞件数は2位以下の会社を大きく引き離して首位である。